# Eisler (motorfiets)
Eisler is een Tsjecho-Slowaaks historisch merk van motorfietsen.
De bedrijfsnaam was Tovarna na Stroje, Eisler & Spol, Boskovice, Moravia.
Eisler & Spol produceerden voornamelijk landbouwmachines, maar van 1920 tot 1926 ook gemotoriseerde fietsen met een 148cc-tweecilindertweetaktblokje dat tegen het achterwiel werd gemonteerd.